# Znachor
Znachor (sv. Charlatanen) är en polsk dramafilm från 1982 i regi av Jerzy Hoffman, med Jerzy Binczycki, Anna Dymna och Tomasz Stockinger i huvudrollerna. Den bygger på romanen med samma namn skriven av den polske författaren Tadeusz Dołęga-Mostowicz, publicerad 1937.
Znachor spelades huvudsakligen in den polska staden Bielsk Podlaski och byn Radziejowice. Den hade biopremiär den 12 april 1982.

## Handling
Rafał Wilczur är en av Polens mest framstående läkare, han lever drömlivet ihop med sin fru och dotter i en praktfull herrgård. Men hans till synes perfekta liv slås plötsligt i spillror när han en dag återvänder från arbetet och upptäcker att familjen övergett honom. Förkrossad flyr Wilczur hemmet och beger sig ut på stan där en alkoholfylld kväll följer. På vägen hem mitt i natten blir han överfallen, rånad och lämnas blodig vid vägkanten. När Wilczur till slut vaknar morgonen därpå är det något som inte stämmer, han kan inte längre minnas vem han är.

## Rollista (i urval)
| Roll                   | Skådespelaren       |
| ---------------------- | ------------------- |
| Doktor Rafał Wilczur   | Jerzy Binczycki     |
| Butiksbiträdet Marysia | Anna Dymna          |
| Greve Leszek Czynski   | Thomaz Stockinger   |
| Zenek                  | Piotr Grabowski     |
| Mjölnaren Prokop       | Bernard Ladysz      |
| Wasylko                | Artur Barcis        |
| Grevinnan Czynska      | Maria Homerksa      |
| Greve Czynski          | Igor Smialowski     |
| Doktor Pawlicki        | Andrzej Kopiczynski |
| Sonia                  | Bozena Dykiel       |

### Webbkällor
- Znachor på Internet Movie Database (engelska)
- Znachor på Svensk Filmdatabas